# ایرانی (شهر)
ایرانی، نام شهری کوچک در ایالت سانتا کاتارینای برزیل و در منطقهٔ بزرگ غربی این ایالت است. بر پایهٔ سرشماری سال ۲۰۱۰ میلادی، این شهر کوچک دارای جمعیتی بالغ بر ۹۵۳۴ سکنه است. مختصات جغرافیایی آن "۲۷º۰۱'۲۹ جنوب و "۵۱º۵۴'۰۶ غرب است و ۱۰۴۷ متر بالای سطح آب قرار دارد. ایرانی در سال ۱۹۶۳ از بلومنائو مستقل شد و امروزه شهرداری این شهر کوچک، متشکل از یک ستاد واحد عملیاتی است و مساحتی بالغ بر ۳۲۲ کیلومتر مربع را تحت پوشش و خدمات دارد.

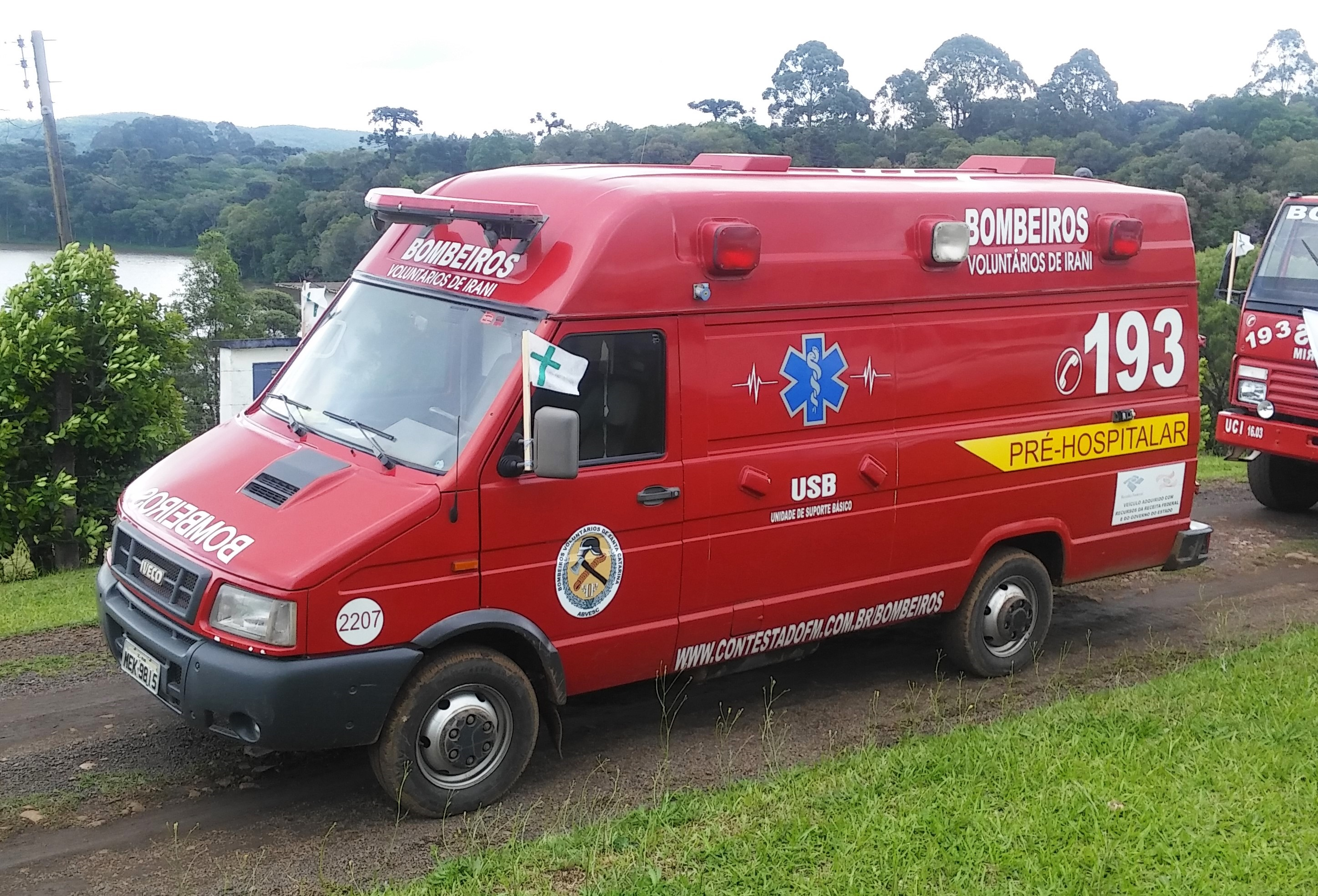
وسیلهٔ نقلیهٔ آتش‌نشانان داوطلب شهرداری ایرانی، ۲۰۱۷

## تاریخچه
ناحیهٔ ایرانی در اواسط قرن نوزدهم توسط کشاورزان ریو گراند دو سول، پاکسازی و اشغال شد. این ناحیه، منطقه‌ای وسیع در کرانه‌های ریو دو پیکس بود که حدود مرزها و قلمرو آن توسط ایالت‌های سانتا کاتارینا و پارانا و آرژانتین مورد اختلاف بود.
بدلیل این عوامل و سایر عوامل تاریخی، جنگ «کنتستادو» در سال ۱۹۱۲ آغاز شد که به نام جنگ ایرانی نیز شهرت دارد. این جنگ، منجر به از بین رفتن جان هزاران نفر و ایجاد ترس و وحشت در بیشتر منطقه شد.
شهرداری ایرانی دارای بنای یادبودی به شکل صلیب است که در مرکز شهر برپا شده‌است. همچنین بنای یادبود دیگری نیز نزدیک قبرستان بقایای رزمندگان این نبرد وجود دارد که به یاد هزاران قربانی جنگ کنتستادو بنا نهاده شده‌است.